# Tritia ephamilla
Tritia ephamilla is een slakkensoort uit de familie van de fuikhorens (Nassariidae). De wetenschappelijke naam van de soort werd in 1882 voor het eerst geldig gepubliceerd door Watson.